# 台灣溫泉
| \| 本條目屬於 臺灣系列 \| |
| 前往臺灣主題頁 |
| 臺灣概況 - 經濟 • 政治 • 法律 • 人權 • 能源 • 交通 行政區劃 • 城市 • 政府 • 政黨 • 選舉 • 總統 • 外交 軍事 • 族群 • 人口 • 公民 • 原住民族 • LGBT權益 臺海現狀 • 臺灣問題 |
| 臺灣文化 （總覽） - 文學 • 料理 • 茶藝 • 小吃 • 夜市 • 郵票 建築 • 語言 • 宗教 • 葬禮 • 古蹟 • 遺址 • 國寶 民俗文物 • 節日 • 教育 • 體育 • 媒體 • 眷村 文化活動 • 觀光 • 購物中心 • 百貨公司 世界遺產潛力點 • 歷史建築百景 • 流行文化                                                    |
| 臺灣藝術 （總覽） - 音樂 • 漫畫 • 動畫 • 電影 • 攝影 • 舞蹈 戲劇 • 臺劇 |
| 臺灣地理 （總覽） - 天文 • 氣候 • 地質 • 地震 • 斷層 • 火山 • 生態 濕地 • 山峰 • 山脈 • 湖泊 • 水庫 • 河流 • 溫泉 島嶼 • 海岸 • 特殊生物 • 保育生物 • 生態環境 自然保護區 • 國家公園 • 森林遊樂區 縣市級風景特定區 • 直轄市級風景特定區 國家級風景特定區                                 |
| 臺灣歷史 （詳細） - 史前時期(-1624)↓理蕃政策(1933) 原住民聯盟與政權↓奧蘭治城包圍戰(1662)↓澎湖海戰(1683)↓馬關條約(1895)↓日本投降(1945) 荷屬福爾摩沙/西屬艾爾摩莎 鄭氏政權清治時期 日治時期 戰後時期 │1624│1649│1674│1699│1724│1749│1774│1799│1824│1849│1874│1899│1924│1949│1974│1999│2024 |
| 閱 • 論 • 编 |
| 本條目屬於 臺灣系列 |

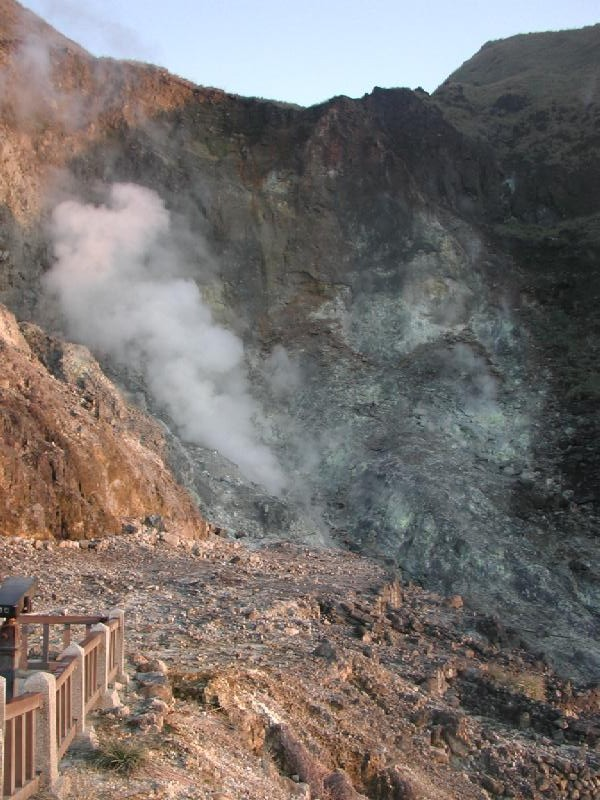
陽明山國家公園內的小油坑硫磺噴氣

台灣有溫泉徵兆的溫泉區有128處，以溫泉區地質來看，變質岩區最多，其次為火成岩區，沉積岩區最少。以化學特性分類，台灣溫泉大多屬於碳酸鹽泉。經由放射性碳十四及氚定年，溫泉年代大多已有一兩萬年之久，一兩處最年輕的溫泉也有幾千年。

## 台灣溫泉分類（依地質）

### 變質岩區
位於歐亞板塊邊緣的台灣，受到億萬來年東側板塊的推擠，在雪山山脈和中央山脈分布有廣泛的變質岩區。雪山山脈和中央山脈西翼和部分東南翼属于低度變質岩的板岩區，中央山脈南翼屬於中、高度變質岩的大南片岩區。台灣變質岩區的溫泉多為中溫溫泉，溫度約在50℃-74℃之間，此區的溫泉也有介於75℃-96℃的高溫溫泉和溫度高於97℃的沸騰溫泉。
- 雪山山脈帶：雪山山脈溫泉區的變質砂岩和石英岩區的斷層和褶皺，提供了溫泉儲存和湧出的孔道。此區共有20個溫泉區和2個冷泉。分為是烏來溫泉、新興溫泉（嘎拉賀溫泉）、爺亨溫泉、四稜溫泉、秀巒溫泉、泰崗溫泉、小錦屏溫泉、梵梵溫泉、排骨溪溫泉、谷關溫泉、國姓溫泉、惠蓀溫泉、紅香溫泉、瑞岩溫泉、東埔溫泉、樂樂谷溫泉。
- 中央山脈板岩區：本區包含44個溫泉和1個冷泉，多屬於碳酸鹽泉，分別為蘇澳冷泉、烏帽溫泉、清水溫泉、土場溫泉（天狗溪溫泉）、鳩之澤溫泉、廬山溫泉、春陽溫泉、太魯灣溫泉、精英溫泉、奧萬大溫泉、萬大南溪溫泉、萬大北溪溫泉、丹大溫泉、雲山溫泉、寶來溫泉區（由上游至下游分別是十三坑溫泉、十二坑溫泉、十坑溫泉、七坑溫泉、石洞溫泉、寶來溫泉）、高中溫泉、少年溪溫泉、勤和溫泉（玉穗溫泉）、復興溫泉、不老溫泉、梅山溫泉、多納溫泉、壽梵溫泉、大武溫泉、四重溪溫泉、旭海溫泉、知本溫泉、金峰溫泉、比魯溫泉、都飛魯溫泉、近黃溫泉、土坂溫泉、普沙羽揚溫泉、金崙溫泉
- 中央山脈大南澳片岩區：本區包含17個溫泉和1個冷泉。碧侯溫泉（五區溫泉）、文山溫泉、二子山溫泉、瑞穗溫泉、花蓮紅葉溫泉、富源溫泉、霧鹿溫泉、摩刻南溫泉、碧山溫泉、轆轆溫泉、彩霞溫泉、栗松溫泉、台東紅葉溫泉

### 火成岩區
台灣火成岩區的溫泉多為高溫溫泉，溫度約在75℃-96℃之間，也有溫度高於97℃的沸騰溫泉。火成岩區的溫泉只有較年輕的火山才有分布，台灣北部的火山岩區是由菲律賓海板塊隱沒入歐亞板塊下所形成的火山島弧，火山停止活動的時間約在近100萬年。
- 大屯火山群:停止活動時間約20萬年前。包括竹子山、大屯山、七星山、磺嘴山、湳子山-丁火朽山五個火山亞群。此區也是台灣溫泉分布最密集的地區，包括北投溫泉（地熱谷）、硫磺谷溫泉（大磺嘴溫泉）、頂北投溫泉、雙重溪溫泉、媽祖窟溫泉、龍鳳谷溫泉、小隱潭溫泉、湖山溫泉、鼎筆橋溫泉、中山樓溫泉區、陽明山溫泉、小油坑溫泉區、後山溫泉區、冷水坑溫泉區、馬槽溫泉、七股溫泉、大油坑溫泉、八煙溫泉、四磺坪溫泉區、庚子坪溫泉區、金山溫泉、磺港溫泉、加投溫泉
- 龜山溫泉:其溫泉屬於高溫酸性硫酸鹽泉或硫酸鹽氯化物泉。
- 朝日溫泉:溫泉水質為酸性硫酸鹽氯化物泉。

### 沉積岩區
台灣沉積岩區出露的溫泉，由於地溫梯度較低，裂隙不如變質岩地區深，靜水壓力較小，因此此區的溫泉多為低溫溫泉甚至冷泉，溫度約於25℃~49℃間。數量也是台灣三種主要岩區中最少的。
- 溫泉
  - 北部：金泉溫泉、清泉溫泉、新埔溫泉
  - 中部：泰安溫泉
  - 南部：中崙溫泉、關子嶺溫泉、龜丹溫泉、六重溪溫泉、大崗山溫泉、四重溪溫泉
  - 東部：利吉溫泉、富里溫泉、安通溫泉、東里一號溫泉、東里二號溫泉、礁溪溫泉、員山溫泉
- 冷泉
  - 北部 : 北埔冷泉
  - 西部 : 無
  - 南部 : 無
  - 東部 : 樟原冷泉、蘇澳冷泉

## 開發歷史
台灣溫泉的開放利用，可分為清朝時代、台灣日治時期（1896年–1945年）、地熱探勘時代（1962年–1995年）和溫泉熱時代（1990年–）四個時期。最早有記載台灣溫泉的文獻是清朝康熙36年（西元1697年）浙江仁和縣諸生郁永河所著的《裨海紀遊》，當中描述了大屯火山群，這同時也是台灣第一件具備溫火山溫泉地質的記述：
|  | 石作覽靛色，有沸泉，草色萎黃，無生意。山麓白氣謠，是為磺穴。穴中毒煙噴人，觸腦欲裂。 |

清代已有溫泉浴的風俗。1837年《噶瑪蘭廳志》提及今日的礁溪溫泉：「湯泉，在湯圍，廳治南四十里。遠望熱氣蒸騰，泉中若沸。附近田園多被泡傷。土人無冬夏，澡浴於此」
台灣主要的溫泉區都是在日治時期開發，由於溫泉(泡湯)是位處高緯度日本人主要的文化之一，在統治台灣時期，積極開發各地的溫泉，作為當地警察的療養所。例如由警政單位管理的「警光山莊」，即承襲日治時期的相關設施。
在地熱探勘時期，台灣溫泉的發展主要以地質研究和發電發展為目的，主要參與的單位包括美軍顧問團、台灣中油股份有限公司、聯合礦業研究所等，但在1966年-1974年的陽明山馬槽溫泉區的研究中，由於無法克服地熱流體的強腐蝕性，而結束工作。1973年之後，在中央山脈的探勘過程中，在宜蘭地區鑽鑿的井中，約450公尺，水溫可達150-230度，生產量10-100噸/時，在1981年於清水建立地熱試驗發電場，最高發電量是2000千瓦，八年之後設備受到阻塞，發電量降至500千瓦，於1995年關閉。
台灣在1990年解嚴以後，受到各類媒體休閒娛樂旅遊節目影響，許多溫泉區紛紛引進日本溫泉的經營模式，強調溫泉的養生、健康、美容與休閒的功能，促使溫泉旅遊業快速發展。為保障溫泉的開發利用與永續經營，《溫泉法》於2003年（民國92年）6月3日由立法院三讀通過。

## 休閒觀光
由於台灣地屬亞熱帶及熱帶，冬季以外其實並非浸泡溫泉的好時機。尤其清代漢人雖早已發現溫泉，但誤以為溫泉是一種有毒的水，不敢冒然接近，整個華南及台灣皆未有浸泡溫泉的風俗。但是熱愛泡湯文化的日本人，則視台灣溫泉為珍寶，溫泉文化主要亦在日治時期引進。
也由於多數時間並不是溫泉旺季，故現代台灣溫泉業者除了溫泉外，尚提供養生、熱療、美容甚至賓館的型態經營，甚至結合SPA與美食餐廳，或以渡假區方式經營，與日本溫泉經營方向有極大不同。最明顯的例子，日本溫泉旅館通常僅有大眾池有溫泉，且其餘設施並不多；但台灣溫泉常附設水療等，房間也提供泉水供旅客休息使用。

## 外部連結
- 北投溫泉博物館 （页面存档备份，存于）
- . CTIN台灣旅遊聯盟.   [2006-10-17]. （原始内容存档于2017-08-17）.
- . 交通部觀光局.   [2013-08-14]. （原始内容存档于2020-11-01）.